# Raionul Crivoe-Oziero, județul Golta
Raionul Crivoe-Oziero a fost unul din cele cinci raioane ale județului Golta din Guvernământul Transnistriei între 1941 și 1944.

## Localități
- Crivoe-Oziero